# Arp 146
Arp 146 ist eine Galaxie mit einem assoziierten Ring im Sternbild Walfisch, die etwa 1 Milliarde Lichtjahre von der Milchstraße entfernt ist. Halton Arp gliederte seinen Katalog ungewöhnlicher Galaxien nach rein morphologischen Kriterien in Gruppen. Diese Galaxie gehört zu der Klasse Galaxien mit assoziierten Ringen.